# 阿翁错
阿翁错（藏語：ཨ་ལོང་མཚོ，威利转写：a long mtsho，THL：Along Tso）位于中国西藏自治区阿里地区日土县境内，地处日土县东南部。湖面海拔4427米，面积58.6平方公里，水深0.1～1.2米。湖水主要靠冰雪融水和泉水补给。